# حالات الإساءة السياسية للطب النفسي في الاتحاد السوفيتي
حالات الإساءة السياسية للطب النفسي في الاتحاد السوفيتي هي كل الانتهاكات السياسية الممنهجة باستخدام الطب النفسي التي تم اللجوء إليها إبان نظام الاتحاد السوفيتي لتفسير المعارضة السياسية بأنها مشكلة نفسية.
خلال قيادة الأمين العام ليونيد بريجنيف، استخدم الطب النفسي كأداة للقضاء على المعارضين السياسيين («المنشقين») الذين عبروا صراحة عن معتقدات تتناقض مع العقيدة الرسمية. واستخدم مصطلح «التسمم الفلسفي» على نطاق واسع إعلاميا لتشخيص الاضطرابات العقلية في الحالات التي يختلف فيها الناس مع القادة وجعلهم هدفًا للانتقاد الذي استخدم كتابات كارل ماركس وفريدريك إنجلز وفلاديمير لينين. وقد نصت المادة 58-10 من قانون ستالين الجنائي - الذي تم تحويلها بموجب المادة 70 إلى القانون الجنائي لجمهورية روسيا الاتحادية الاشتراكية السوفياتية لعام 1962 - والمادة 190-1 من القانون الجنائي لجمهورية روسيا الاتحادية الاشتراكية السوفياتية إلى جانب نظام تشخيص الأمراض العقلية، الذي وضعه الأكاديمي أندريه سنيجنفسكي، خلق الظروف المسبقة التي يمكن بسهولة من خلالها تحويل المعتقدات إلى حالة جنائية، وبدوره إلى تشخيص نفسي إذ أن أعراض التشاؤم وسوء التكيف الاجتماعي والصراع مع السلطات كافية بحد ذاتها لتشخيص رسمي «للانفصام الفاسد».
بدأت عمليات الحبس النفسي لكل محاولات الهجرة أو توزيع المنشورات أو حيازة الوثائق أو الكتب المحظورة المشاركة في أعمال ومظاهرات من أجل المطالبة بالحقوق المدنية والمشاركة في الأنشطة الدينية المحظورة. واعتبرت ديانة السجناء، بما في ذلك الملحدين السابقين المتعلمين والذين تبنوا دينا معينا، شكلاً من أشكال الأمراض العقلية التي كان من الضروري علاجها. كان الكيه جي بي يرسل المنشقين إلى الأطباء النفسيين لإجراء تشخيص من أجل تفادي إحراج المحاكمات العامة وتشويه سمعة المعارضة باعتبارها نتاجًا للأرواح الشريرة. بعد تفكك الاتحاد السوفييتي نشرت وثائق حكومية تم تصنيفها في السابق بدرجة عالية من الأهمية أن السلطات استخدمت الطب النفسي كوسيلة لقمع المعارضة.
وبالرغم من سقوط الاتحاد السوفيتي إلا أن الاعتداء السياسي باستخدام الطب النفسي مستمر في روسيا، حيث يهدد نشطاء حقوق الإنسان بتشخيصهم مرضى نفسيين.